# Amtsgericht Altenkirchen
Das Amtsgericht Altenkirchen ist ein Gericht der ordentlichen Gerichtsbarkeit in Rheinland-Pfalz mit Sitz in Altenkirchen (Westerwald).

## Gerichtssitz und -bezirk
Das Gericht hat seinen Sitz in Altenkirchen (Westerwald). Es gehört zum Landgerichtsbezirk Koblenz.

## Zuständigkeit
Das Amtsgericht ist für alle Angelegenheiten zuständig, die bei einem Amtsgericht anhängig gemacht werden können und ist damit zugleich Zivilgericht, Familiengericht, Grundbuchamt, Betreuungsgericht, Mahngericht, Nachlassgericht und Registergericht. Der Amtsgerichtsbezirk ist für ein Gebiet mit 48.000 Einwohnern in 80 Gemeinden zuständig.

## Übergeordnete Gerichte
Dem Amtsgericht Altenkirchen ist das Landgericht Koblenz übergeordnet. Zuständiges Oberlandesgericht ist das Oberlandesgericht Koblenz.

## Geschichte
Seit 1849 bestanden in Preußen Kreisgerichte. Das Kreisgericht Neuwied war dem Justizsenat Ehrenbreitstein nachgeordnet. Im Rahmen der Reichsjustizgesetze wurden diese Gerichte 1879 aufgehoben. Das königlich preußische Amtsgericht Altenkirchen wurde mit Wirkung zum 1. Oktober 1879 als eines von 14 Amtsgerichten im Bezirk des Landgerichtes Neuwied im Bezirk des Oberlandesgerichtes Frankfurt am Main gebildet. Der Sitz des Gerichts war die Stadt Altenkirchen. Sein Gerichtsbezirk umfasste den Landkreis Altenkirchen ohne die Teile, die den Amtsgerichten Daaden, Kirchen, Waldbröhl und Wissen zugeordnet waren. Am Gericht bestanden 1880 drei Richterstellen. Das Amtsgericht war damit das zweitgrößte Amtsgericht im Landgerichtsbezirk. Gerichtstage wurden in Hamm und in Horhausen gehalten. Mit dem Preußischen Gesetz über die Neugliederung von Gerichtsbezirken im Bereich der Oberlandesgerichte Frankfurt a.M., Hamm und Köln vom 23. Juni 1933 wurde das Landgericht Neuwied aufgehoben. Das Amtsgericht Altenkirchen wurde dem neu eingerichteten Landgericht Siegen zugeordnet.
Nach dem Zweiten Weltkrieg wurde das Land Rheinland-Pfalz geschaffen und die Gerichtsorganisation neu geordnet. Das Amtsgericht Altenkirchen kam damit zum Landgericht Koblenz.

## Gebäude

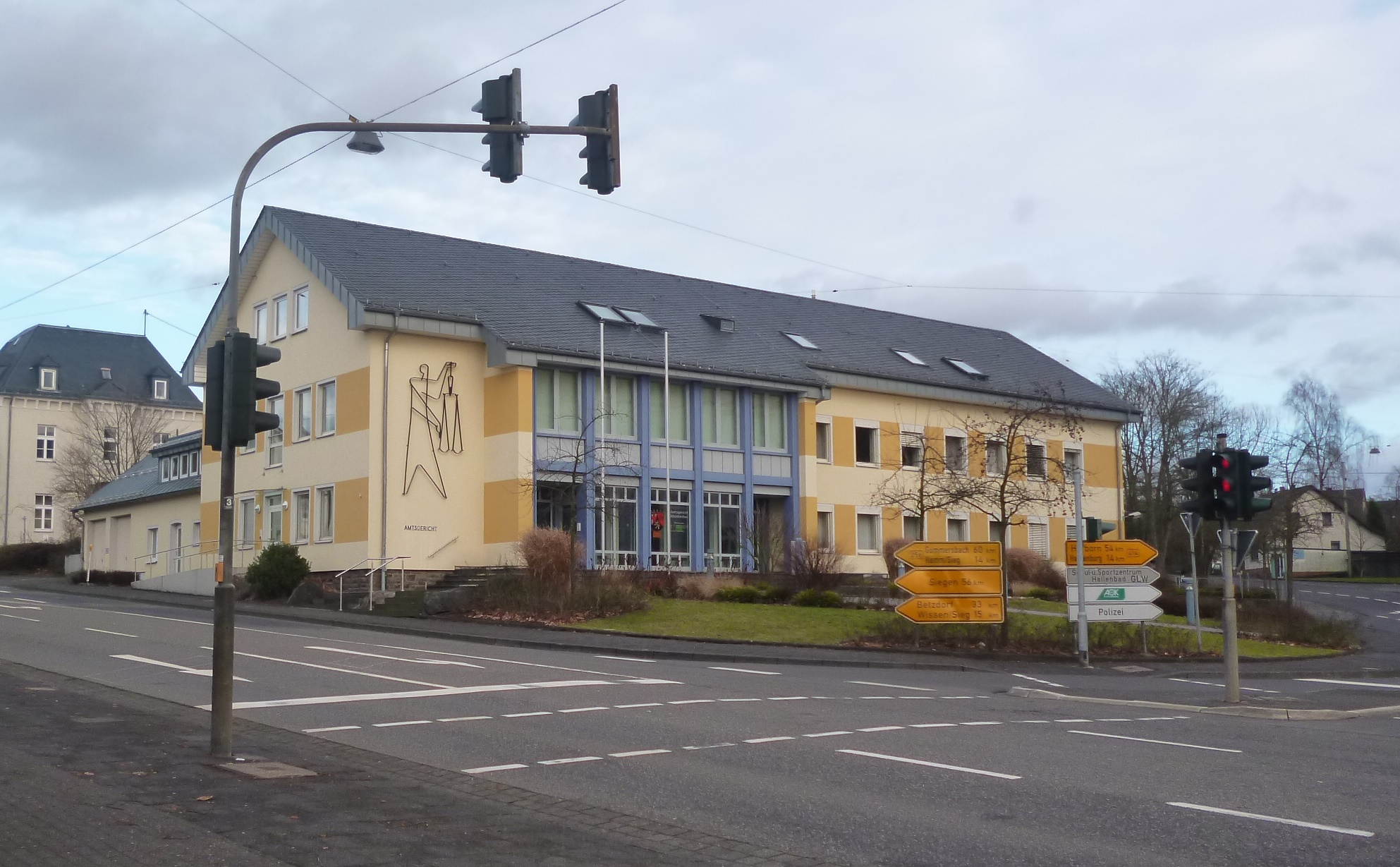
Das Gerichtsgebäude (2013)

Das Gerichtsgebäude befindet sich in der Hochstraße 1 in Altenkirchen (Westerwald).

## Richter
- Ludwig Raab (Hilfsrichter 1882)[5]